# Nototriton picadoi
Espèce
Synonymes
- Spelerpes picadoi Stejneger, 1911

Statut de conservation UICN

 NT  : Quasi menacé
Nototriton picadoi est une espèce d'urodèles de la famille des Plethodontidae.

## Répartition
Cette espèce est endémique du centre du Costa Rica. Elle se rencontre entre 1 200 et 2 200 m d'altitude dans le nord de la cordillère de Talamanca.

## Étymologie
Son nom d'espèce lui a été donné en l'honneur de Clodomiro Picado Twight (1887-1944).

## Publication originale
- Stejneger, 1911 : Descriptions of three new batrachians from Costa Rica and Panama. Proceedings of the United States National Museum, vol. 41, p. 285-288 (texte intégral).